# Zbigniew Rudnicki

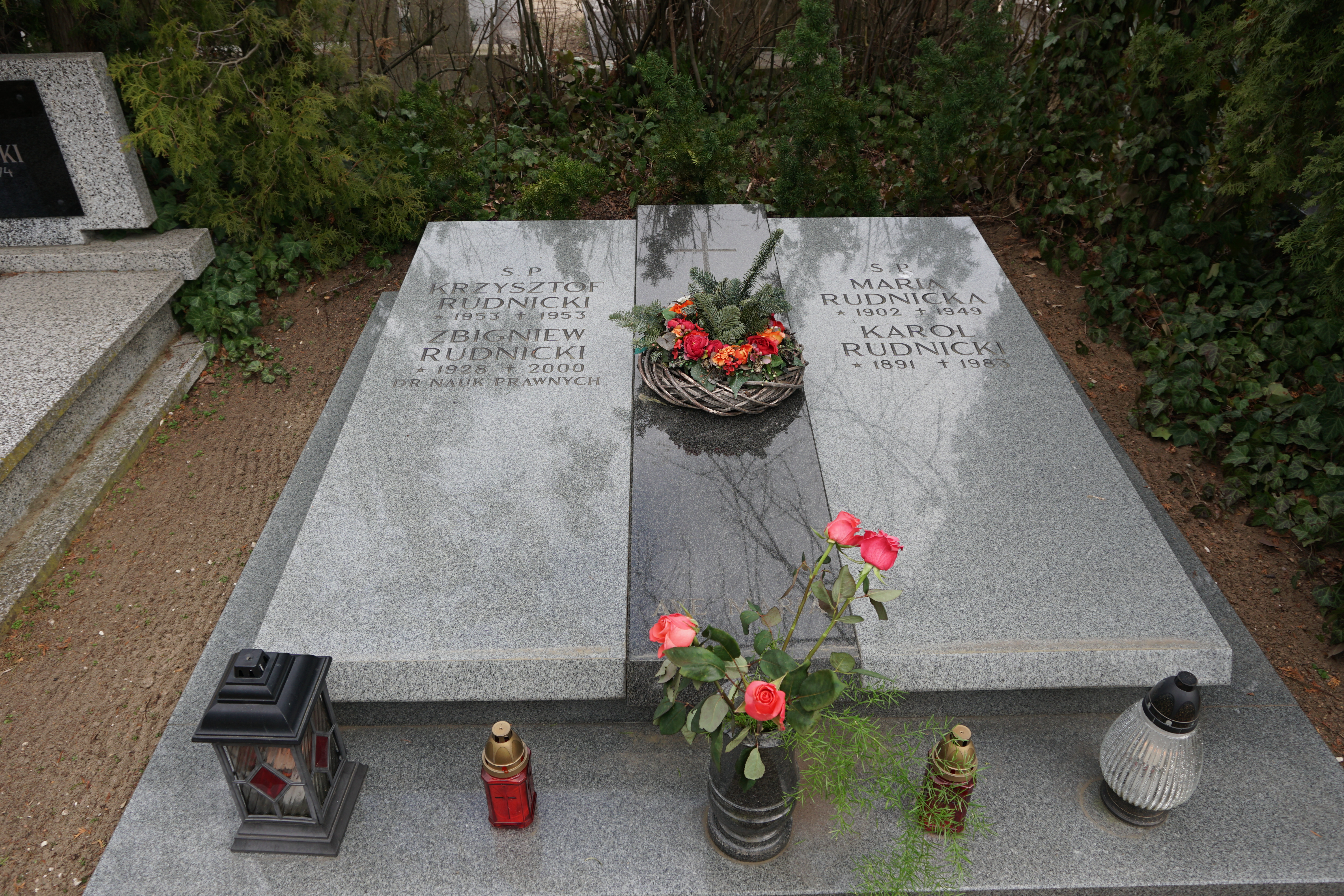
Grób Zbigniewa Rudnickiego na cmentarzu Junikowo w Poznaniu

Zbigniew Rudnicki (ur. 1 grudnia 1928 w Stanisławowie, zm. 2 kwietnia 2000) – polski prawnik, polityk i działacz rzemieślniczy. Doktor nauk prawnych, poseł na Sejm PRL VII, VIII i X kadencji, minister łączności w latach 1980–1981, przewodniczący zarządu Centralnego Związku Rzemiosła (1982–1991).

## Życiorys
Syn Karola i Marii. Urodził się na Kresach Wschodnich w rodzinie robotniczej. W latach 1947–1949 kształcił się w Akademii Handlowej w Poznaniu, następnie zaś na Uniwersytecie im. Adama Mickiewicza, gdzie w 1960 ukończył studia prawnicze, a w 1967 uzyskał stopień naukowy doktora nauk prawnych.
W 1948 pracował w Przedsiębiorstwie Budownictwa Inżynieryjnego w Poznaniu, następnie był zatrudniony (w latach 1949–1956) w poznańskiej izbie rzemieślniczej. Działał w Związku Młodzieży Polskiej (1950–1956). Od 1952 należał do Stronnictwa Demokratycznego. W latach 1956–1961 zajmował stanowisko etatowego pracownika Miejskiego Komitetu SD w Poznaniu, następnie zaś m.in. przewodniczącego MK SD (1961–1966) oraz wiceprzewodniczącego i przewodniczącego Wojewódzkiego Komitetu SD (1967–1973). Stronnictwo Demokratyczne rekomendowało go do Miejskiej Rady Narodowej w Poznaniu (1957–1973), w której pełnił funkcję wiceprzewodniczącego (1961–1973).
Od kwietnia 1980 do czerwca 1981 sprawował urząd ministra łączności w rządzie Edwarda Babiucha, Józefa Pińkowskiego i Wojciecha Jaruzelskiego. Później przez rok przebywał na emeryturze, następnie od 1982 do 1991 kierował zarządem Centralnego Związku Rzemiosła. W latach 1986–1989 był członkiem Ogólnopolskiego Komitetu Grunwaldzkiego.
Zasiadał we władzach centralnych Stronnictwa Demokratycznego: Centralnym Komitecie (1969–1981; 1985–1989) oraz jego Prezydium (1973–1981; 1985–1989). Był sekretarzem Centralnego Komitetu (1973–1980). Podczas obrad XIV Kongresu SD w kwietniu 1989 bez powodzenia ubiegał się o stanowisko przewodniczącego CK SD, uzyskując w I turze 189 głosów. Uznawany za członka zachowawczej frakcji SD.
W latach 1976–1985 i 1989–1991 wykonywał mandat posła na Sejm PRL VII, VIII i X kadencji. W wyborach w 1989 uzyskał mandat poselski nr 433 w okręgu wejherowskim, który rozdysponowano z nieobsadzonych mandatów z krajowej listy wyborczej. W trakcie sprawowania mandatu poselskiego przewodniczył Komisji Handlu Wewnętrznego, Drobnej Wytwórczości i Usług (VII kadencja) oraz Komisji Handlu i Usług (X kadencja), był też zastępcą przewodniczącego Komisji do Spraw Samorządu Pracowniczego Przedsiębiorstw (VIII kadencja). W Sejmie X kadencji pełnił obowiązki marszałka seniora z nominacji Rady Państwa. Od września do grudnia 1989 pełnił funkcję przewodniczącego Klubu Poselskiego SD, z której zrezygnował wraz z członkostwem w SD. Nie prowadził działalności partyjnej po zakończeniu kadencji.
Był żonaty, miał córkę. Zmarł w 2000, został pochowany na cmentarzu Junikowo w Poznaniu (pole 8–5–5–31).

## Odznaczenia
- Order Sztandaru Pracy I klasy
- Order Sztandaru Pracy II klasy
- Krzyż Oficerski Orderu Odrodzenia Polski
- Krzyż Kawalerski Orderu Odrodzenia Polski
- Złoty Krzyż Zasługi
- Medal 40-lecia Polski Ludowej
- Odznaka „Zasłużonemu Działaczowi Stronnictwa Demokratycznego”